# Sury-près-Léré
Sury-près-Léré är en kommun i departementet Cher i regionen Centre-Val de Loire i de centrala delarna av Frankrike. Kommunen ligger  i kantonen Léré som tillhör arrondissementet Bourges. År 2022 hade Sury-près-Léré 656 invånare.

## Befolkningsutveckling
Antalet invånare i kommunen Sury-près-Léré
Referens:INSEE